# Jack DeJohnette
Jack DeJohnette (ur. 9 sierpnia 1942 w Chicago) – amerykański perkusista jazzowy, grający również na instrumentach klawiszowych.
Od czwartego roku życia przez 10 lat uczył się grać na fortepianie. Później kontynuował edukację w Konserwatorium Muzycznym. Naukę gry na perkusji rozpoczął w licealnym zespole muzycznym.
Na początku swojej kariery grywał zarówno na instrumentach klawiszowych, jak i na perkusji. Eksperymentował z różnymi gatunkami muzycznymi, od R&B po hard bop. W 1966 r. grał w John Coltrane Quintet, a następnie w Charles Lloyd Quartet, co przyniosło mu szerokie uznanie.
W 1968 r. wstąpił do grupy Milesa Davisa, wraz z którym nagrał album Bitches Brew. Również w tym roku nagrał pierwszą płytę występując jako lider – The De Johnette Complex dla wytwórni Milestone Records.
W czasie swojej kariery muzycznej grywał z wieloma znanymi jazzmanami, wśród których można wymienić między innymi Milesa Davisa, Johna Coltrane’a, Keitha Jarretta, Tomasza Stańkę, Ornette’a Colemana, Theloniousa Monka, Stana Getza, Cheta Bakera, czy Herbiego Hancocka. Nagrywał dla: Milestone Records, Columbia, Landmark, MCA/GRP i Toshiba/EMI/Blue Note, ale większość nagrał dla ECM.  Laureat NEA Jazz Masters Award w 2012.

## Dyskografia
- The De Johnette Complex (1968)
- Have You Heard (1970)
- Sorcery (1974)
- Cosmic Chicken (1975)
- Pictures (1976)
- New Rags (1977)
- New Directions (1978)
- Special Edition (1979)
- New Directions in Europe (1980)
- Tin Can Alley (1980)
- Inflation Blues (1982)
- Album Album (1984)
- The Jack DeJohnette Piano Album (1985)
- "Zebra" (1989)
- In Our Style (1986)
- Irresistible Forces (1987)
- Audio-Visualscapes (1988)
- Parallel Realities (1990)
- Earthwalk (1991)
- Music for the Fifth World (1992)
- Extra Special Edition (1994)
- Dancing with Nature Spirits (1995)
- Oneness (1997)
- Music in the Key of Om (2005)
- Music from the Hearts of the Masters (2005)
- The Ripple Effect (2005)
- Hybrids (2005)
- The Elephant Sleeps but Still Remembers (2006)
- Saudades (2007)
- Peace Time (2008)
- Music We Are (2009)
- Sound Travels (2012)
- Somewhere (2013)
- Made in Chicago (2015)

### ZMilesem Davisem
- Bitches Brew (1969)
- The Complete Bitches Brew Sessions (1998)
- Live at the Fillmore East, March 7, 1970: It’s About that Time (1970)
- Black Beauty: Miles Davis at Fillmore West (1970)
- Miles Davis at Fillmore: Live at the Fillmore East (1970)
- The Cellar Door Sessions 1970 (2005)
- Live-Evil (1970) – zarówno koncertowy jak i studyjny
- Miles Electric: A Different Kind of Blue (2004, DVD – zawiera pełny, 28-minutowy występ z Isle of Wight Festival, 23 sierpnia 1970)

## ZeZbigniewem Seifertem
- Passion (1979)